# Jussi Sukselainen

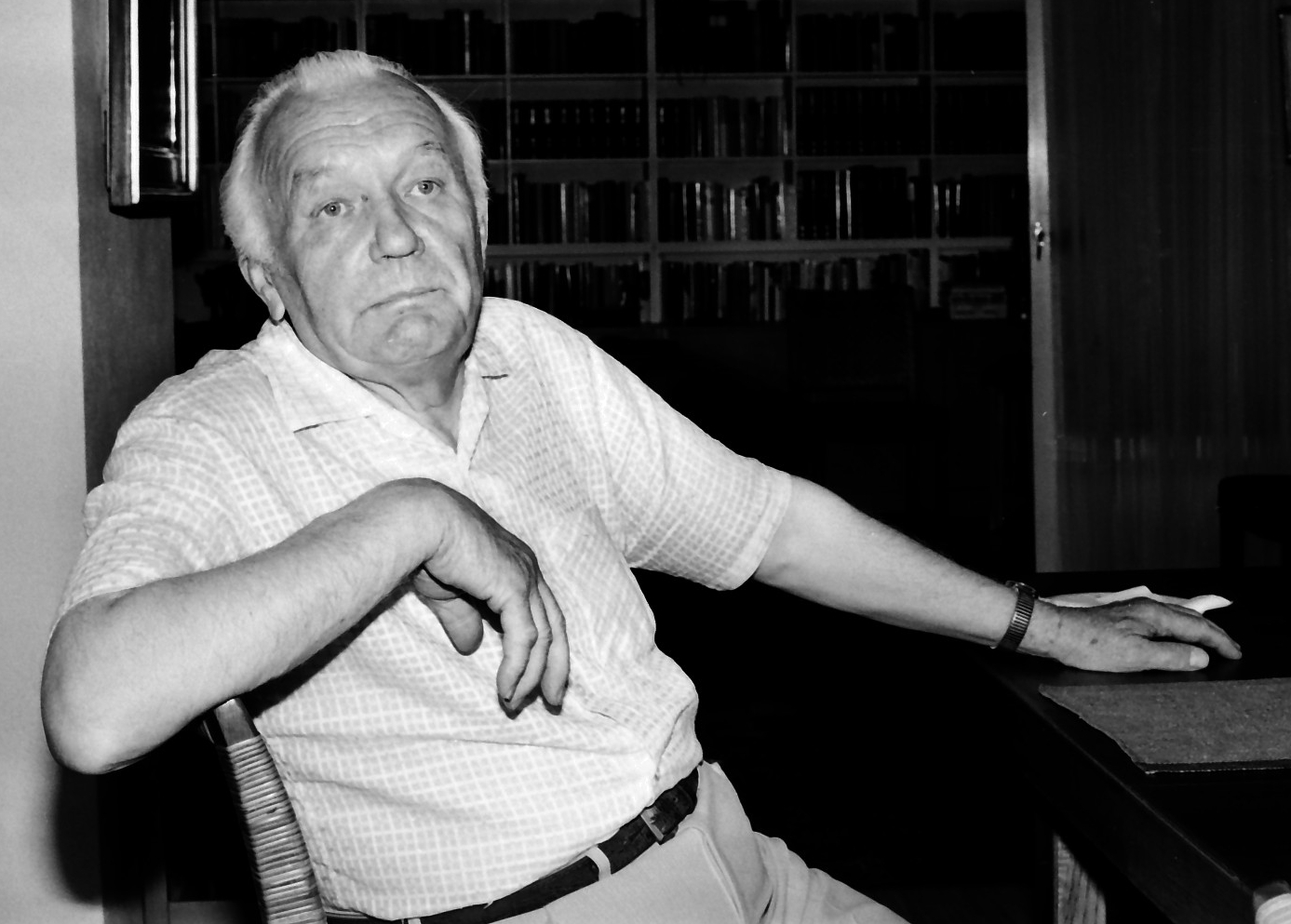
Vieno Johannes Sukselainen in 1980

Vieno Johannes ("Jussi") Sukselainen (Paimio, 12 oktober 1906 – Lohja, 6 april 1995) was een Fins politicus. 

## Levensloop
Sukselainen studeerde sociale wetenschappen aan de Universiteit van Tampere en was daarna hoogleraar aan die universiteit. Hij sloot zich aan bij de Finse Agrarische Partij, later Centrumpartij geheten. Van 1945 tot 1964 was hij voorzitter van de Agrarische Partij. Hij was minister van Financiën van 1950-1951 en opnieuw in 1954. Van 1951 tot 1953 was hij minister van Binnenlandse Zaken. Naast gewoon lid van het Finse parlement (1948-1969, 1972-1978), was hij ook meerdere malen parlementsvoorzitter (1956-1957, 1958, 1968-1970 en 1972-1975). 
Op 27 mei 1957 vormde hij zijn eerste regering bestaande uit de Agrariërs (ML), de Finse Volkspartij (LKP) en de Zweedse Volkspartij (SFP). Er was ook een partlijloos persoon in de regering opgenomen. Sukselainens eerste regering was een minderheidsregering en hield het niet lang vol: Op 29 november 1957 bood hij reeds zijn ontslag aan. Een jaar later, op 13 januari 1959 werd hij opnieuw premier, nu van een coalitieregering van Agrariërs, en de SFP. Dit tweede kabinet - alweer een minderheidsregering - steunde slechts op een vierde deel van de Eduskunta en stond daarom vrij zwak. Pogingen van de communisten (SKDL) om een regeringscrisis te forceren mislukten echter (1960). In mei 1961 verving president Urho Kekkonen Sukselainen als premier door Martti Johannes Miettunen. 
In 1969 werd hij rector van de Universiteit van Tampere.